# Réserve naturelle régionale du Bois des Roches
La réserve naturelle régionale du Bois des Roches (RNN125) anciennement dénommée « réserve naturelle volontaire de Pouligny-Saint-Pierre » est une réserve naturelle régionale (RNR) située dans la région naturelle du Blancois, dans le département de l'Indre (région Centre-Val de Loire).
Créée le 13 août 1997,,, sous forme d'une réserve naturelle volontaire,, elle a été classée en RNR en 2012,, pour une superficie de 12,2 hectares,.

## Géographie

### Situation
La réserve naturelle est située dans l’Indre (ouest du département), en région Centre-Val de Loire.
Elle se trouve intégré dans une très petite partie du parc naturel régional de la Brenne.
Elle est implantée au sud-ouest de la commune de Pouligny-Saint-Pierre, près du lieu-dit dit « Les Roches ». Son altitude est comprise entre 74 m et 126 m. Le site est situé à proximité de la zone RAMSAR Brenne.

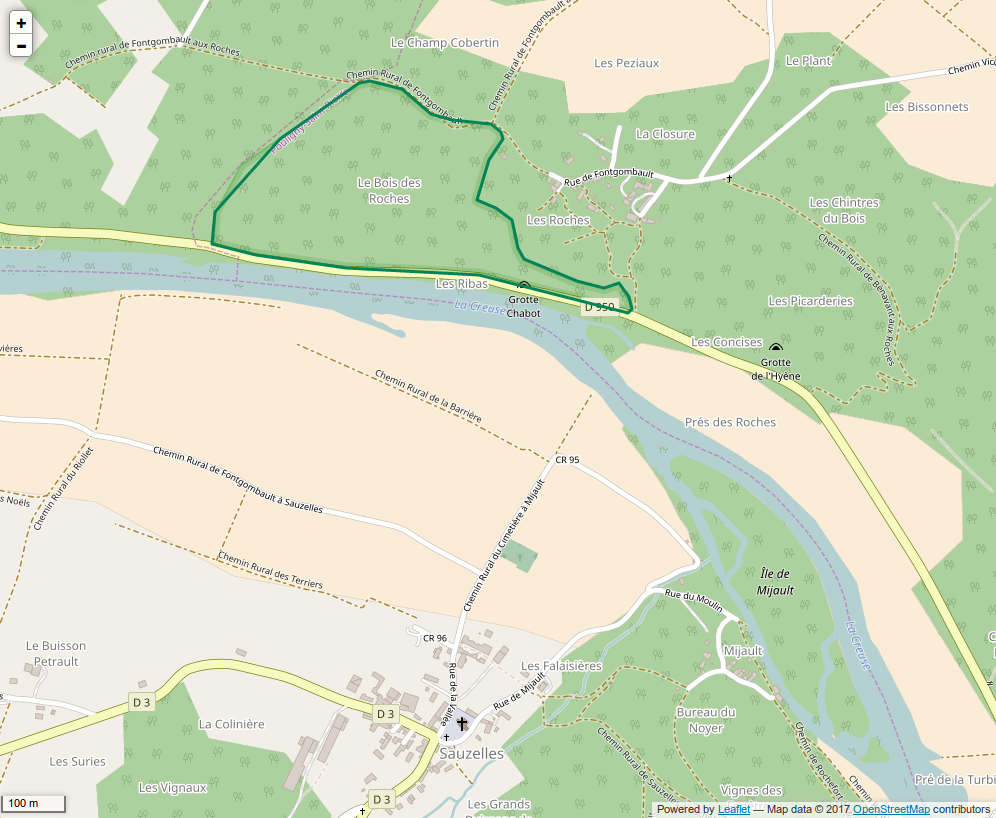
Périmètre de la réserve naturelle.

## Toponymie

### Géologie
Le Bois des Roches, sur les hauteurs de la vallée de Creuse présente un intérêt écologique et paysager exceptionnel, notamment pour ses pelouses calcicoles. Le site est situé à la croisée de deux domaines biogéographiques (atlantique et continental). Son intérêt paysager et écologique est renforcé par deux ensembles de falaises calcaires sèches (exposées au sud), de 12 à 40 m, de hauteur. 34 grottes y sont présentes, creusées par l’eau dans le substrat calcaire.
La réserve naturelle elle-même n'est pas fragmentée par des infrastructures, mais la partie nord du boisement l'est (au nord du lieu-dit « Les Groujets »), par une infrastructure qui coupe le bois sur une longueur d'1 km environ.

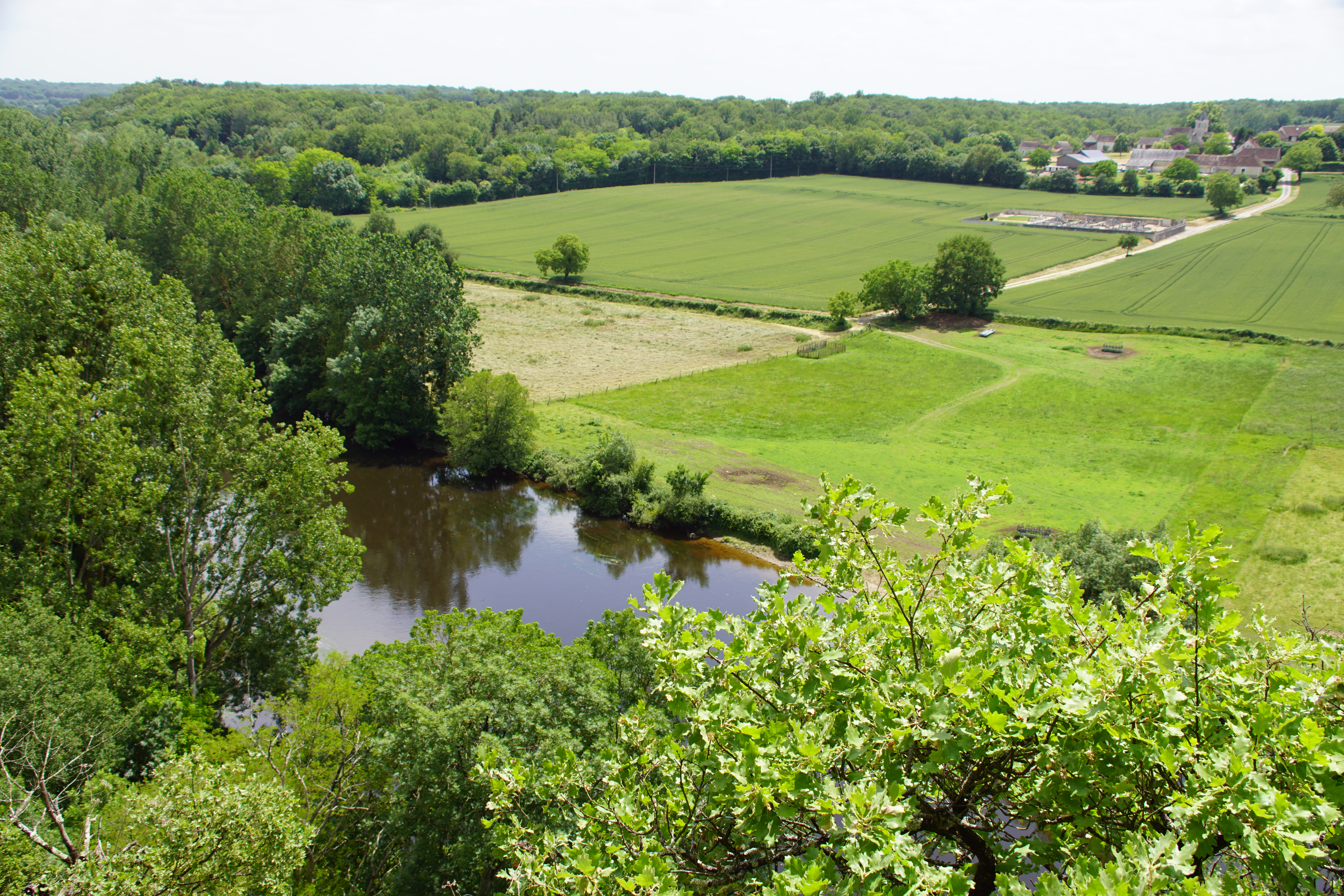
Le point de vue depuis la réserve en 2018.

## Milieu naturel

### Flore
L'intérêt botanique du site est lié au boisement thermophile (chênaie pubescente) et aux pelouses calcicoles relictuelles d’anciens pâturages (caprins notamment) (0,63 ha) qui parsèment le boisement, ainsi qu'à la flore des falaises et entrées de grottes ou cavités.
La réserve abritent 356 espèces végétales (89 bryophytes et 267 plantes vasculaires) dont 7 plantes protégées (Épipactis à petites feuilles, Digitale jaune) et 33 espèces rares (Campanule érine, Mélique ciliée, Doradille à tige épaisse).

### Faune
De très nombreux oiseaux fréquentent le site qui est situé au sud de la Brenne, zone riche en étangs, et sur un axe majeur de migration aviaire et à l'aplomb d'une vallée qui est elle-même un corridor écologique.
Pour les mammifères, le site a notamment été protégé pour son intérêt pour la faune cavernicole, dont les chauves-souris notamment présentes dans les grottes, avec des colonies reproductrices et d'hivernage. On trouve ainsi le grand rhinolophe dans la « grotte Chabot inférieur » qui constitue un site d’intérêt régional pour cette espèce.
Le site pourrait devenir d’intérêt national si le rhinolophe euryale, espèce menacée au niveau mondial, s’y reproduisait. Cette espèce a en effet été recensée en 2004 durant les petites migrations d'automne dans les grottes du Puits et de « Chabot supérieur ». La population de rhinolophe euryale en transit semble stable avec 200 à 250 individus (soit 4 % de la population française). Des individus de rhinolophe euryale ont été suivis sur le réseau de Chabot supérieur mais sans trace de reproduction. Veiller à la tranquillité de la grotte du Puits (autrefois connue comme site de mise-bas) est donc une priorité pour le gestionnaire, mise en œuvre depuis avril 2006.
La vallée de la Creuse (corridor majeur pour la trame verte régionale et nationale, et pour le réseau écologique paneuropéen) en contrebas de la réserve, est fréquentée par le castor et la loutre.

## Histoire
Cette zone, et notamment les falaises et leurs grottes ont connu une occupation par l’Homme dès le Paléolithique supérieur (60 000 ans à 13 000 ans av. J.-C.), ce qui confère un grand intérêt historique et pédagogique au site et a partiellement justifié son classement en réserve naturelle.
Le site a été acquis par le conservatoire d'espaces naturels du Centre en 1992,.

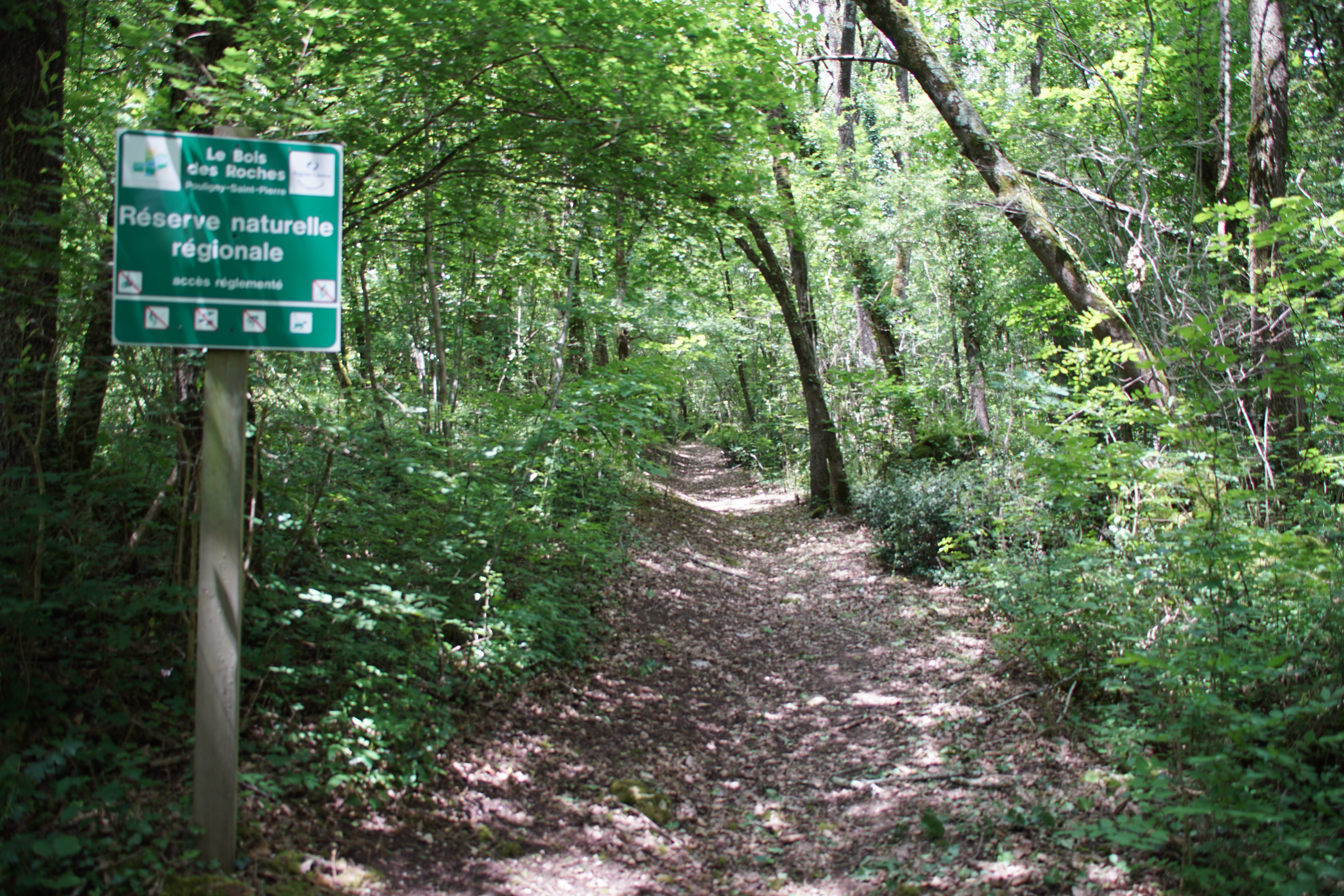
Le panneau d'entrée de la réserve en 2018.

## Gestion
Le plan de gestion vise à restaurer et entretenir les milieux ouverts, par pâturage ovin sur 0,8 ha depuis 2000 et par des moutons berrichons de l’Indre, du parc naturel régional de la Brenne.
Sur ce site, les principales menaces pour la biodiversité sont l’enfrichement des pelouses calcicoles et la surfréquentation. Le débroussaillage peine cependant à contenir l’embuissonnement par le Cornouiller et le Prunellier. Des chèvres pourraient donc être appelées à le faire.

### Outils et statut juridique
Une réserve naturelle volontaire a été créée par une délibération du  13 août 1997. Le classement en réserve naturelle régionale est intervenu le 17 février 2012,.
Le conservatoire dans le cadre de son partenariat avec la SAFER a entamé en 2006, des prospections et négociations en vue d'acquérir d'autres parcelles en plus de celle acquise au « Bois des Roches » en 1993, et des parcelles communales gérées au « Bois du Roi » depuis 1995 ; il s'agit de parcelles situées en pied des falaises et sur les accès au plateau de la réserve naturelle régionale, ainsi que des parcelles relictuelles de pelouses ouvertes sur le « Bois du Roi ».
Le site fait partie de zonages Natura 2000 :
- zone naturelle d'intérêt écologique, faunistique et floristique[4] de type 1 n° 240030112 « Pelouses du Bois des Roches » ;
- zone spéciale de conservation[4] FR 2400536 « Vallée de la Creuse et affluents » ;
- zone importante pour la conservation des oiseaux[4].

Elle et a fait l'objet de nombreux inventaires écologiques.

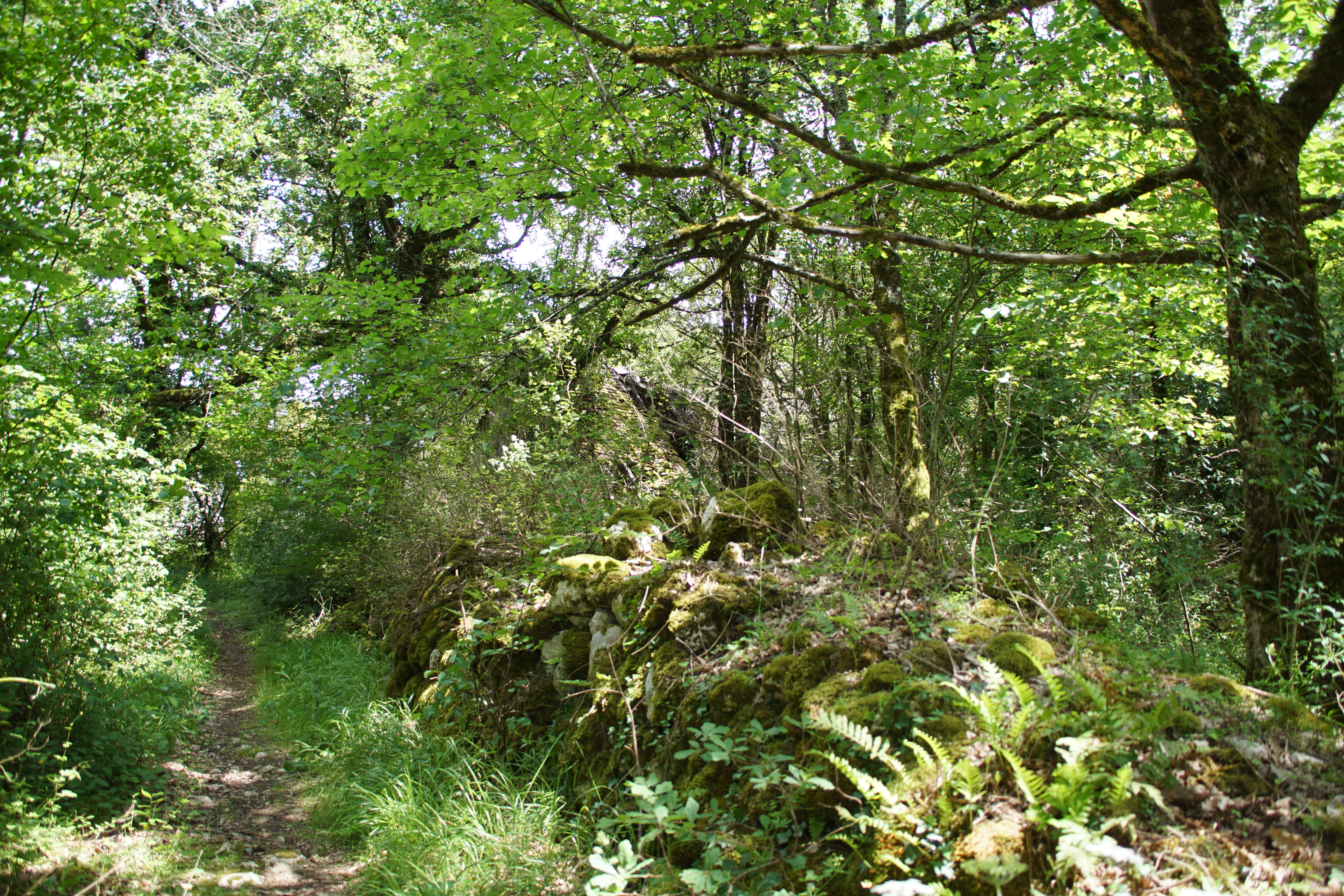
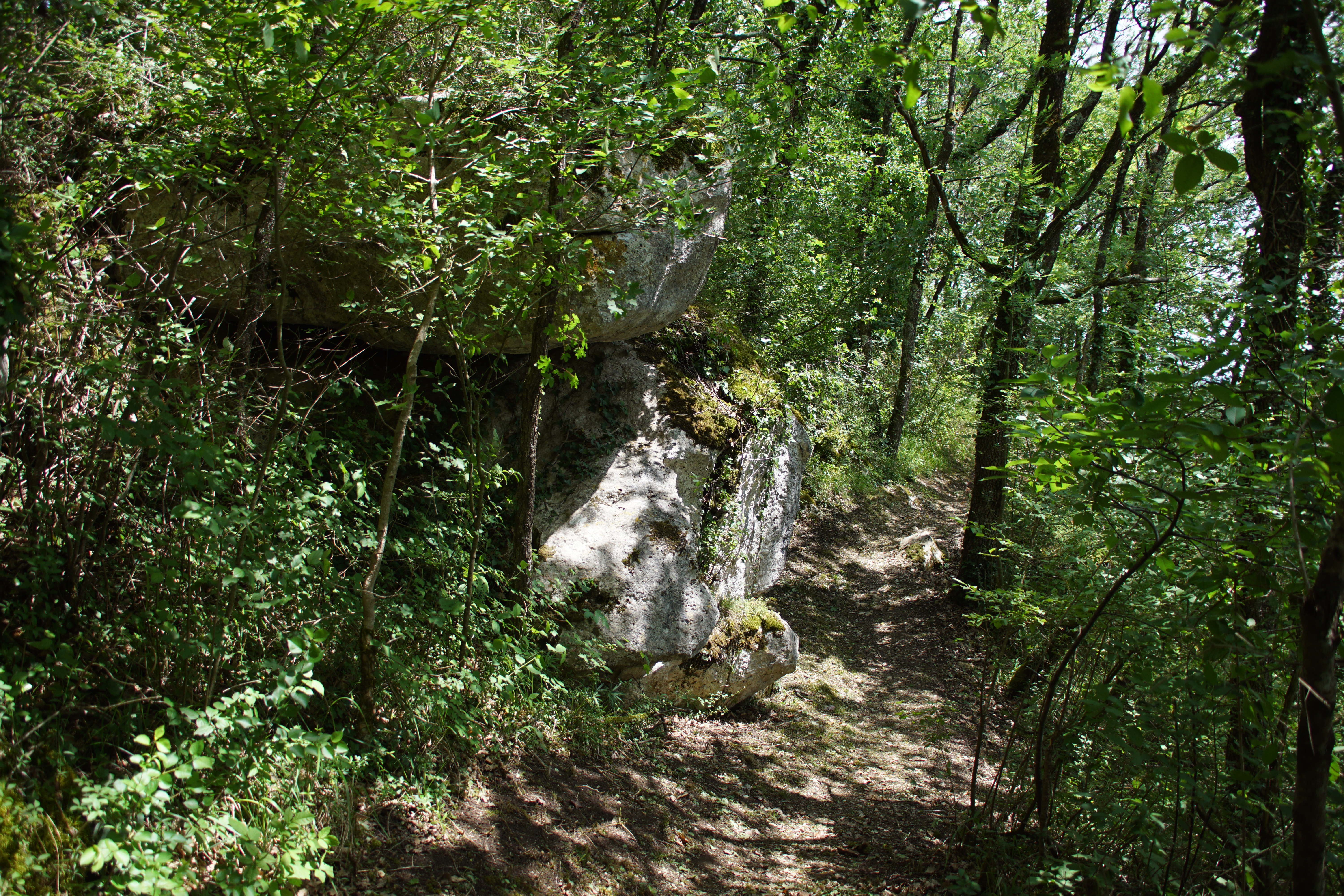
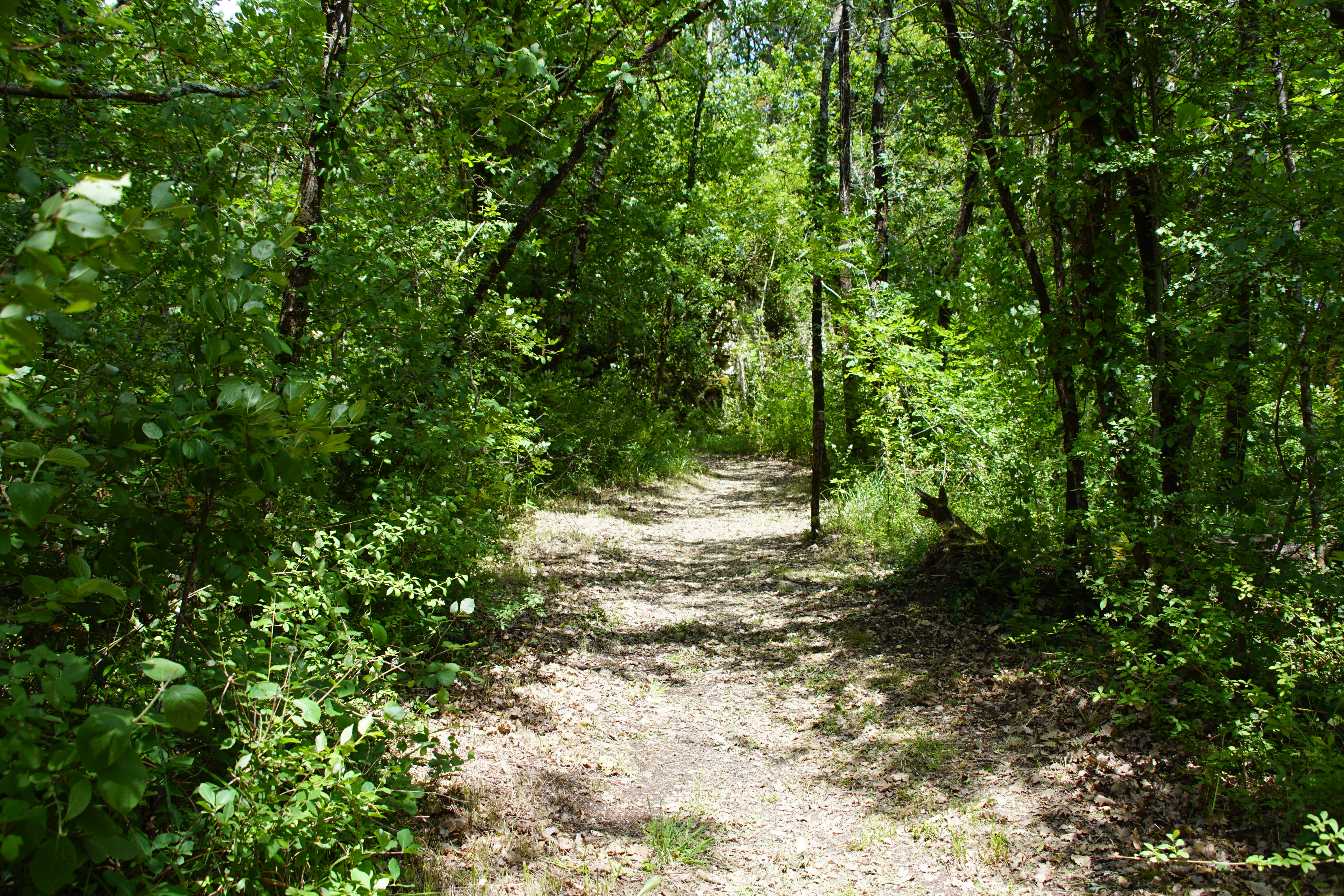
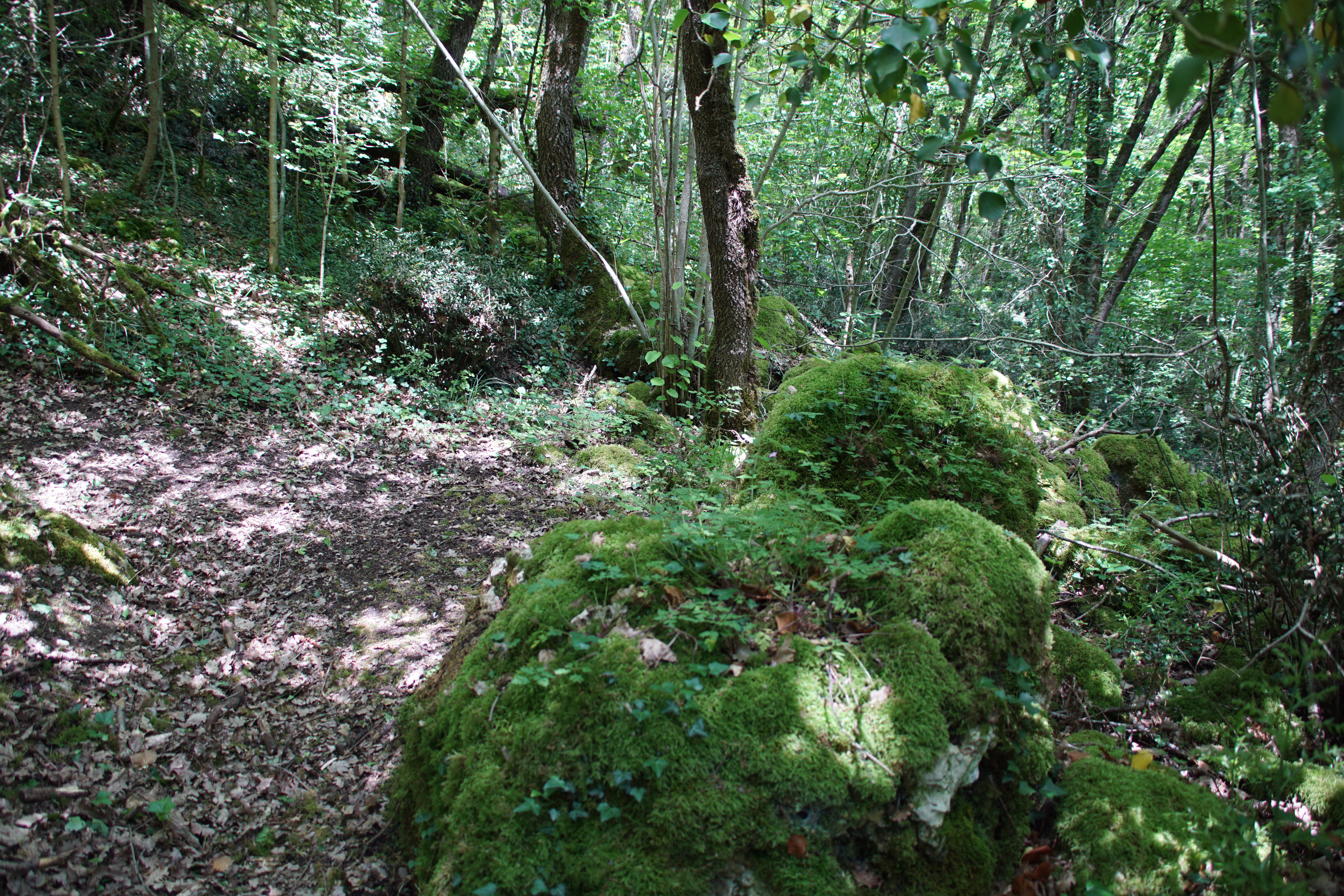
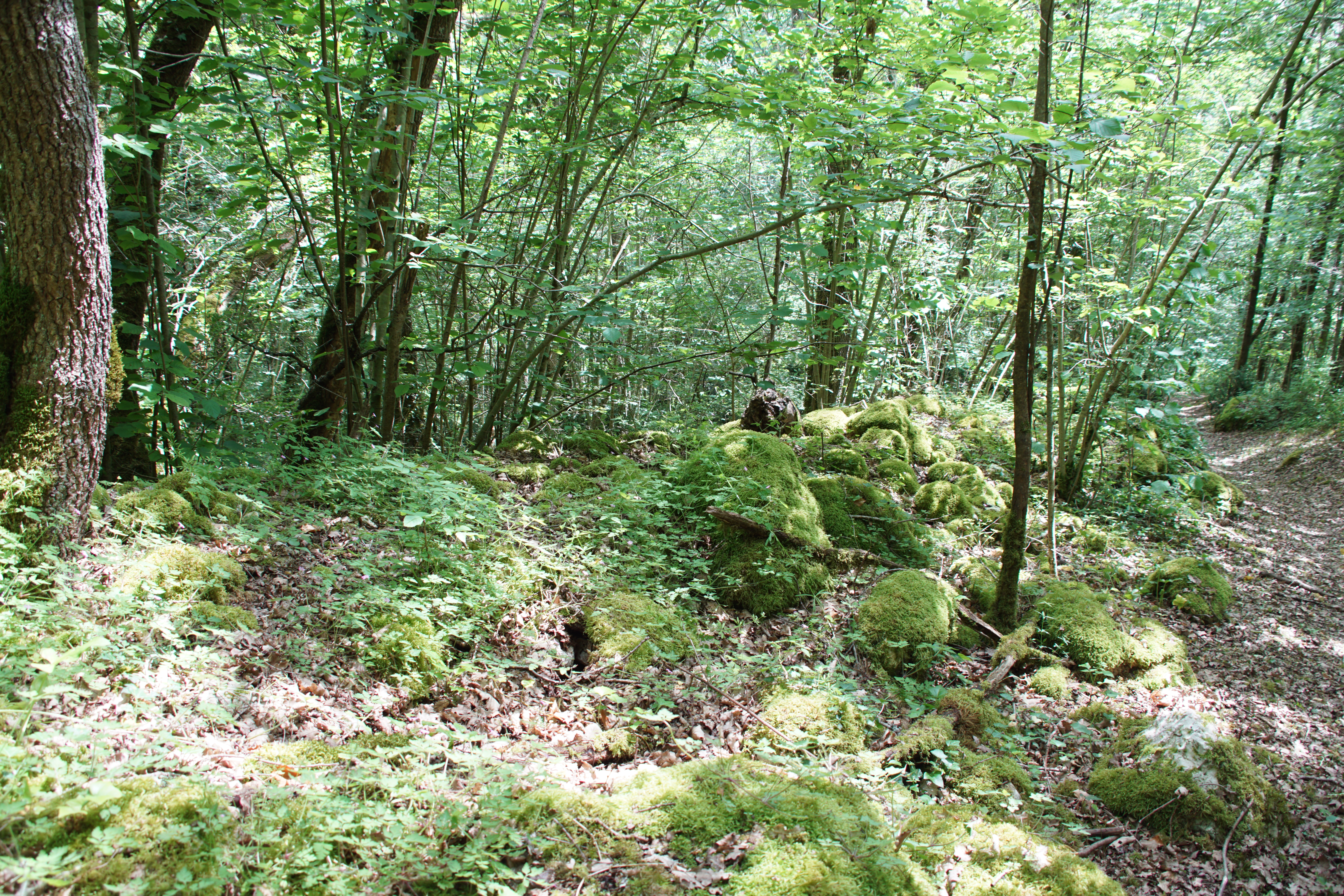
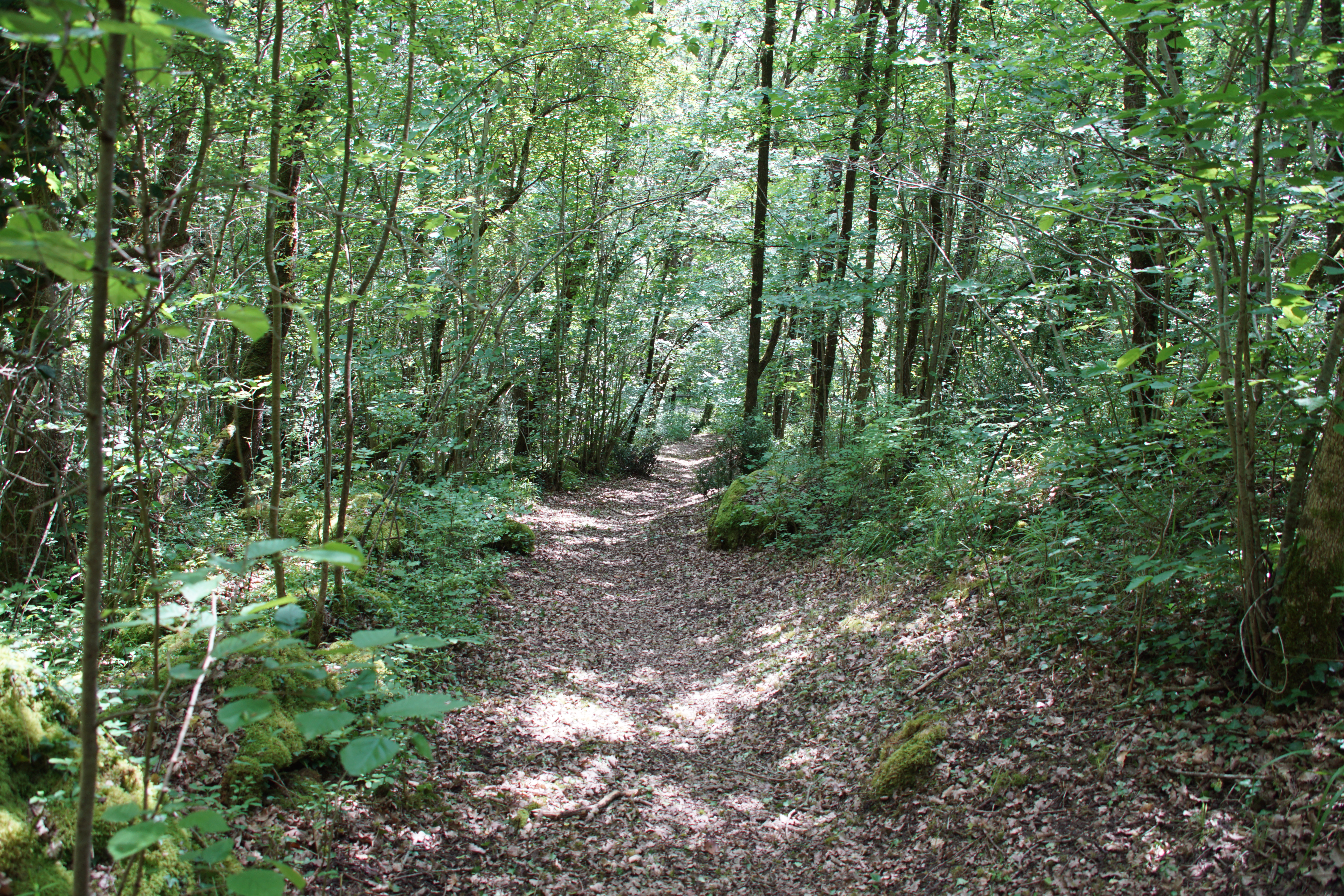

## Tourisme
Le site abrite un riche patrimoine archéologique notamment mis au jour par des campagnes de fouilles de 1885 à 1978 (sur 5 sites). Des sentiers de visites sont entretenus par le conservatoire. De la falaise le visiteur découvre la vallée et la commune de Sauzelles.